# Шметтау, Фердинанда фон

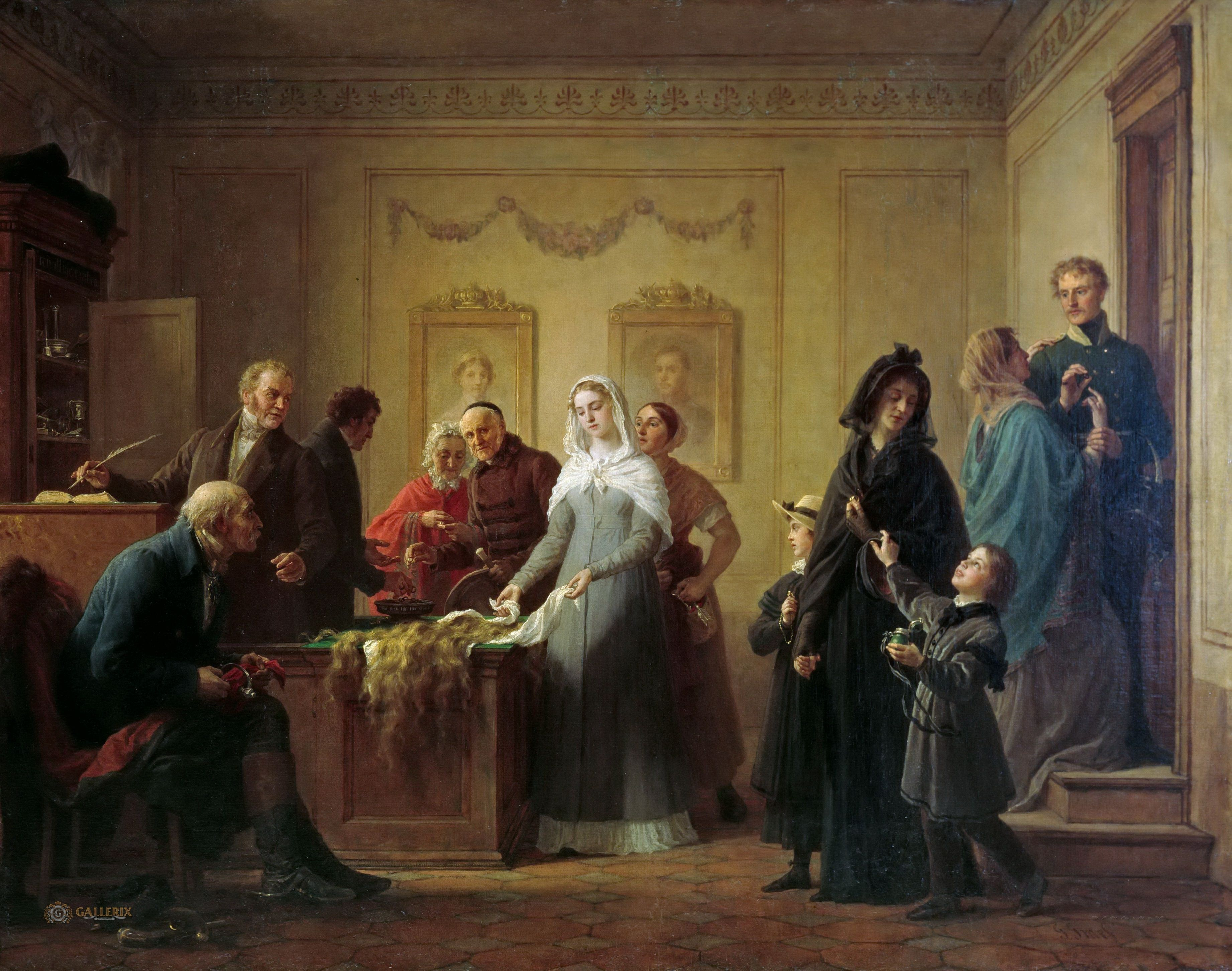
«Фердинанда фон Шметтау жертвует свои волосы на Алтарь Отечества в 1813 г.», 1862 г.

Фердинанда фон Шметтау (нем. Ferdinande von Schmettau; 26 апреля 1798, Бартенштейн, Королевство Пруссия (ныне Варминьско-Мазурское воеводство, Польша) — 24 мая 1875, Бад-Кёзен) — немецкая народная героиня. Символ патриотизма и жертвенности на благо родины.

## Биография

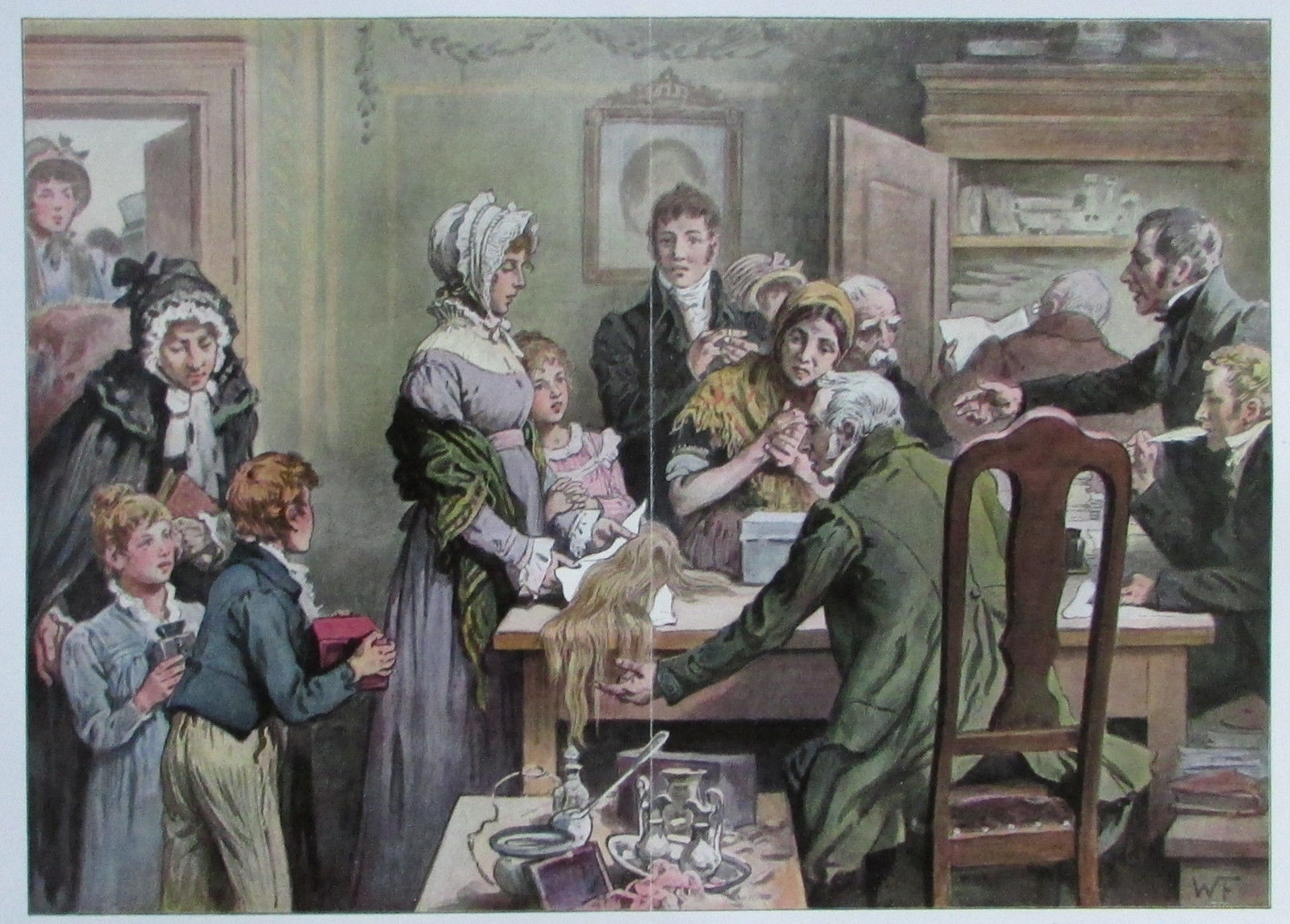
«Фердинанда фон Шметтау жертвует свои волосы на прусскую армию, 1901»

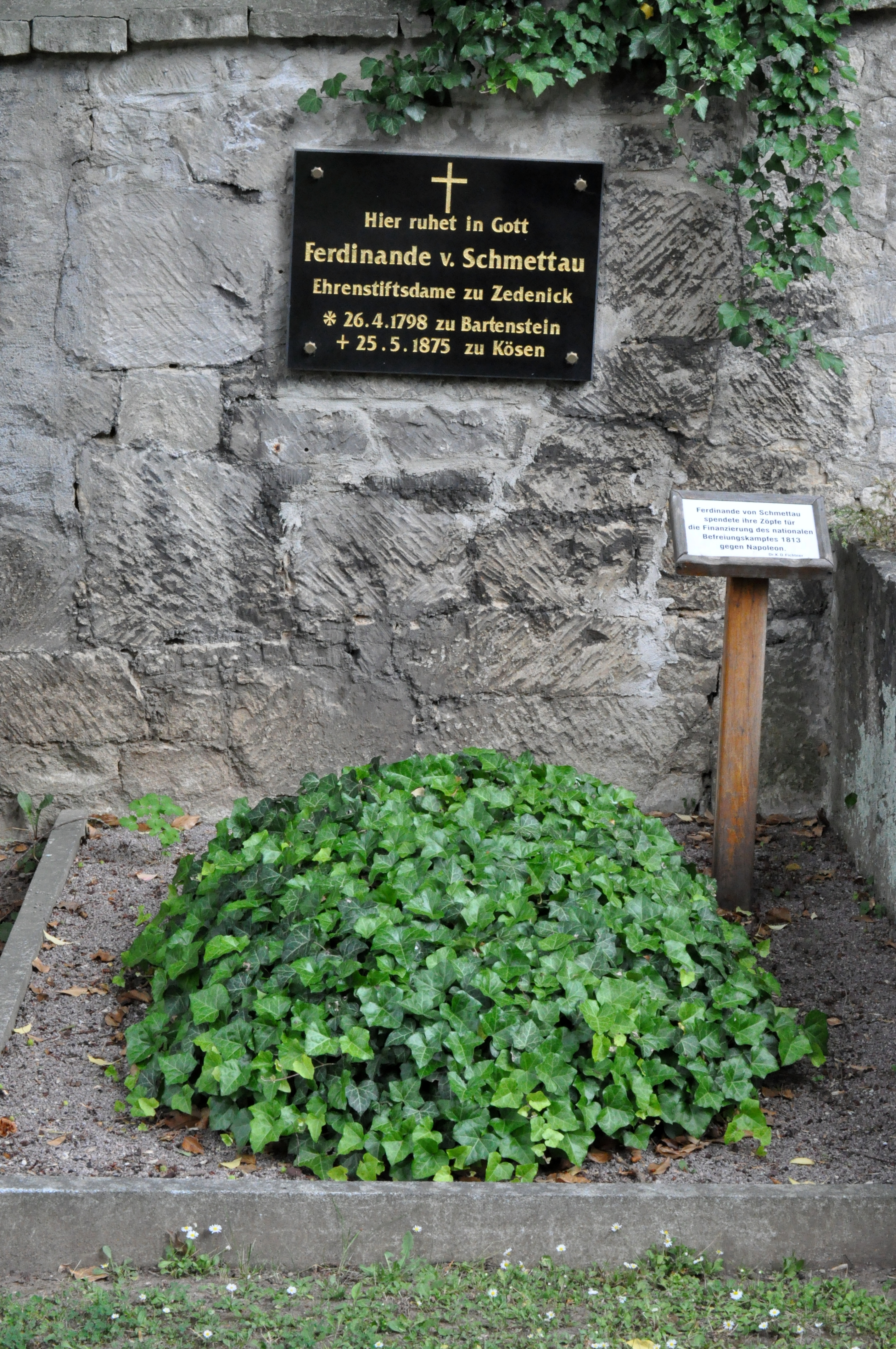
Могила Фердинанды фон Шметтау

Родилась в семье отставного майора прусской армии.
В 1813 году во время войны шестой коалиции с Наполеоном ландграфиня Мария Анна Амалия Гессен-Гомбургская, жена Вильгельма Прусского, невестка короля Фридриха Вильгельма II, обратилась к прусским женщинам с призывом пожертвовать драгоценности для финансирования прусской армии.
К этому моменту 15-летняя Фердинанда фон Шметтау проживала с семьёй в довольно стеснённых условиях и, не имея возможности отдать патриотический долг, решила продать свои длинные светлые волосы парикмахеру, который делал парики. Заработав, таким образом, два талера, которые и принесла на Алтарь Отечества. Случайно о её пожертвовании стало известно секретарю прусского канцлера графа фон Гарденберга, который использовал эту историю с наибольшей эффективностью — имя Фердинанды фон Шметтау стало известно по всей Германии, а из её волос сделаны шнурки для часов, браслеты и ожерелья на общую сумму в 198 талеров.
Патриотический порыв юной девушки произвёл большой резонанс в обществе и был увековечен в литературных и живописных произведениях, из которых наиболее известно полотно 1862 года работы Густава Грефа «Фердинанда фон Шметтау жертвует свои волосы на Алтарь Отечества в 1813 г.», выставленное в Берлинской Национальной галерее.
В марта 1863 года в пятидесятилетнюю годовщину дня, прусский король Фридрих Вильгельм III выступил с воззванием «К моему народу», Фердинанда фон Шметтау приняла участие в торжественных мероприятиях в Берлине, была удостоена наград, назначена почётной дамой Цеденикского монастыря и награждена пребендой (правом на доход с церковной должности).
Позже жила в Бад-Кёзене, где и умерла и была похоронена. Ее могила сохранилась до наших дней.
В прусских, а затем немецких и нацистских традициях Фердинанда фон Шметтау была представлена как пример патриотизма и жертвенности для родины. Во время Первой мировой войны миф о Фердинанде фон Шметтау использовался для подписки на военные облигации и внесения ценных пожертвований. Национал-социалисты также размещали копии знаменитых картин с изображением Ф. фон Шметтау в виде открыток.